# Campionat del Món de Clubs de futbol 2022
La Copa Mundial de Clubs de la FIFA 2022 fou la dinovena edició del torneig de futbol més important en àmbit de clubs del món. L'esdeveniment fou disputat al Marroc pels campions de les diferents confederacions més el campió local, per ser país organitzador.
El Reial Madrid va guanyar la competició per vuitena vegada en vèncer l'Al-Hilal per 5-3.

## Seus
En el dia 16 de desembre del 2022, Marroc fou escollit per la FIFA per acollir la competició. Rabat i Tànger albergaren els jocs.
| RabatTànger | Tànger                                             | Rabat                                                        |
| ----------- | -------------------------------------------------- | ------------------------------------------------------------ |
| RabatTànger | Estadi de Tanger                                   | Estadi Moulay Abdellah                                       |
| RabatTànger | 35° 44′ 28″ N, 5° 51′ 29″ O / 35.74111°N,5.85806°O | 33° 57′ 35.55″ N, 6° 53′ 20.81″ O / 33.9598750°N,6.8891139°O |
| RabatTànger | Capacidad: 65.000                                  | Capacidad: 60.000                                            |
| RabatTànger |                                                    |                                                              |
| RabatTànger |                                                    |                                                              |

## Clubs classificats
Els equips participants es van anar classificant al llarg de l'any 2022 a través de les majors competicions continentals:
| Confederació                           | Equip            | Via de classificació                                  |
| -------------------------------------- | ---------------- | ----------------------------------------------------- |
| UEFA (Europa)                          | Reial Madrid CF  | Campió de la Lliga de Campions de la UEFA (2021-22)   |
| Conmebol (Sud-amèrica)                 | CR Flamengo      | Campió de la Copa Libertadores (2022)                 |
| Concacaf (Nord, Centreamèrica i Carib) | Seattle Sounders | Campió de la Lliga de Campions de la CONCACAF (2022)  |
| AFC (Àsia)                             | Al-Hilal         | Campió de la Lliga de Campions de la AFC (2021)       |
| CAF (Àfrica)                           | Wydad Casablanca | Campió de la Lliga de Campions de la CAF (2021-22)    |
| OFC (Oceania)                          | Auckland City FC | Campió de la Lliga de Campions de la OFC (2017)       |
| CAF (Àfrica)                           | Al-Ahli SC       | Subcampió de la Lliga de Campions de la CAF (2021-22) |

1. ↑  El Wydad Casablanca també va guanyar la lliga nacional amfitriona, i amb això va obrir la vacant per al subcampió de la Lliga de Campions de la CAF.
2. ↑  Al Ahly va aconseguir el lloc d'amfitrió després de perdre contra el Wydad Casablanca a la final de la Lliga de Campions de la CAF 2021-22.

## Àrbitres
El 14 de gener del 2023, els àrbitres designats per aquesta competició foren:
| Confederació                    | Àrbitre          | Assistents                       | VAR                                                 |
| ------------------------------- | ---------------- | -------------------------------- | --------------------------------------------------- |
| Confederació Asiàtica de Futbol | Ma Ning          | Zhou Fei · Zhang Cheng           | Fu Ming                                             |
| CAF                             | Mustapha Ghorbal | Mokrane Gourari · Khalil Hassani | Rédouane Jiyed                                      |
| CONCACAF                        | Iván Barton      | Kathryn Nesbitt · Sean Mark Hurd | Fernando Guerrero                                   |
| CONMEBOL                        | Andrés Matonte   | Nicolás Tarán · Martín Soppi     | Nicolás Gallo · Juan Soto                           |
| UEFA                            | István Kovács    | Vasile Marinescu · Ovidiu Artene | Jérôme Brisard · Massimiliano Irrati · Juan Munuera |
| UEFA                            | Anthony Taylor   | Gary Beswick · Adam Nunn         | Jérôme Brisard · Massimiliano Irrati · Juan Munuera |

## Quadre de competició
|  | Prèvia               | Prèvia      |                      |                  | Quarts de final      | Quarts de final      |             |             | Semifinals | Semifinals |  |  | Final                | Final |
|  | 1 de febrer – Tànger |             |                      |                  |                      |                      |             |             |            |            |  |  |                      |       |
|  | Al-Ahly              | 3           |                      |                  | 4 de febrer – Tànger | 4 de febrer – Tànger |             |             |            |            |  |  |                      |       |
|  | Al-Ahly              | 3           |                      |                  | 4 de febrer – Tànger | 4 de febrer – Tànger |             |             |            |            |  |  |                      |       |
|  | Auckland C.          | 0           |                      |                  | Seattle Sounders     | 0                    |             |             |            |            |  |  |                      |       |
|  | Auckland C.          | 0           | 8 de febrer – Rabat  |                  | Seattle Sounders     | 0                    |             |             |            |            |  |  |                      |       |
|  |                      |             |                      |                  | Al-Ahly              | 1                    |             |             |            |            |  |  |                      |       |
|  | Al-Ahly              | 1           |                      |                  | Al-Ahly              | 1                    |             |             |            |            |  |  |                      |       |
|  | Al-Ahly              | 1           |                      |                  |                      |                      |             |             |            |            |  |  |                      |       |
|  |                      |             | Reial Madrid         | 4                |                      |                      |             |             |            |            |  |  |                      |       |
|  |                      |             | Reial Madrid         | 4                |                      |                      |             |             |            |            |  |  |                      |       |
|  |                      |             | 11 de febrer – Rabat |                  |                      |                      |             |             |            |            |  |  |                      |       |
|  |                      |             |                      |                  |                      |                      |             |             |            |            |  |  |                      |       |
|  | Reial Madrid         | 5           |                      |                  |                      |                      |             |             |            |            |  |  |                      |       |
|  | Reial Madrid         | 5           | 4 de febrer – Rabat  |                  |                      |                      |             |             |            |            |  |  |                      |       |
|  |                      | Al-Hilal    | 3                    |                  |                      |                      |             |             |            |            |  |  |                      |       |
|  |                      |             | 3                    | Wydad Casablanca | 1(3)                 |                      |             |             |            |            |  |  |                      |       |
|  | 7 de febrer – Tànger |             |                      | Wydad Casablanca | 1(3)                 |                      |             |             |            |            |  |  |                      |       |
|  |                      | Al-Hilal    | 1(5)                 |                  |                      |                      |             |             |            |            |  |  |                      |       |
|  | Flamengo             | Al-Hilal    | 1(5)                 | 2                |                      |                      |             |             |            |            |  |  |                      |       |
|  | Flamengo             | Cinquè lloc | Cinquè lloc          | 2                |                      |                      | Tercer lloc | Tercer lloc |            |            |  |  |                      |       |
|  |                      | Cinquè lloc | Cinquè lloc          |                  | Al-Hilal             | 3                    | Tercer lloc | Tercer lloc |            |            |  |  |                      |       |
|  |                      |             | Al-Ahly              | 2                | Al-Hilal             | 3                    |             |             |            |            |  |  |                      |       |
|  |                      |             | Al-Ahly              | 2                |                      |                      |             |             |            |            |  |  |                      |       |
|  |                      |             | Flamengo             | 4                |                      |                      |             |             |            |            |  |  |                      |       |
|  |                      |             | Flamengo             | 4                |                      |                      |             |             |            |            |  |  |                      |       |
|  |                      |             |                      |                  |                      |                      |             |             |            |            |  |  | 11 de febrer – Rabat |       |

## Final
| Reial Madrid                                        | 5–3     | Al-Hilal                     |
| --------------------------------------------------- | ------- | ---------------------------- |
| Vinícius 13', 69' · Valverde 18', 58' · Benzema 54' | Detalls | Marega 26' · Vietto 63', 79' |

## Classificació final
Per convenció estadística en el futbol, els partits decidits en el temps afegit es computen com a victòries o derrotes, mentre que els partits decidits en tanda de penals es computen com a empats.

| Pos | Equip                       | PJ | PG | PE | PP | GF | GC | DG | Pts |
| --- | --------------------------- | -- | -- | -- | -- | -- | -- | -- | --- |
| 1   | Reial Madrid (UEFA)         | 2  | 2  | 0  | 0  | 9  | 4  | +5 | 6   |
| 2   | Al-Hilal (AFC)              | 3  | 1  | 1  | 1  | 7  | 8  | −1 | 4   |
| 3   | Flamengo (CONMEBOL)         | 2  | 1  | 0  | 1  | 6  | 5  | +1 | 3   |
| 4   | Al-Ahly (CAF)               | 4  | 2  | 0  | 2  | 7  | 8  | −1 | 6   |
| 5   | Wydad Casablanca (AFC) (H)  | 1  | 0  | 1  | 0  | 1  | 1  | 0  | 1   |
| 6   | Seattle Sounders (CONCACAF) | 1  | 0  | 0  | 1  | 0  | 1  | −1 | 0   |
| 7   | Auckland City (OFC)         | 1  | 0  | 0  | 1  | 0  | 3  | −3 | 0   |

## Golejadors

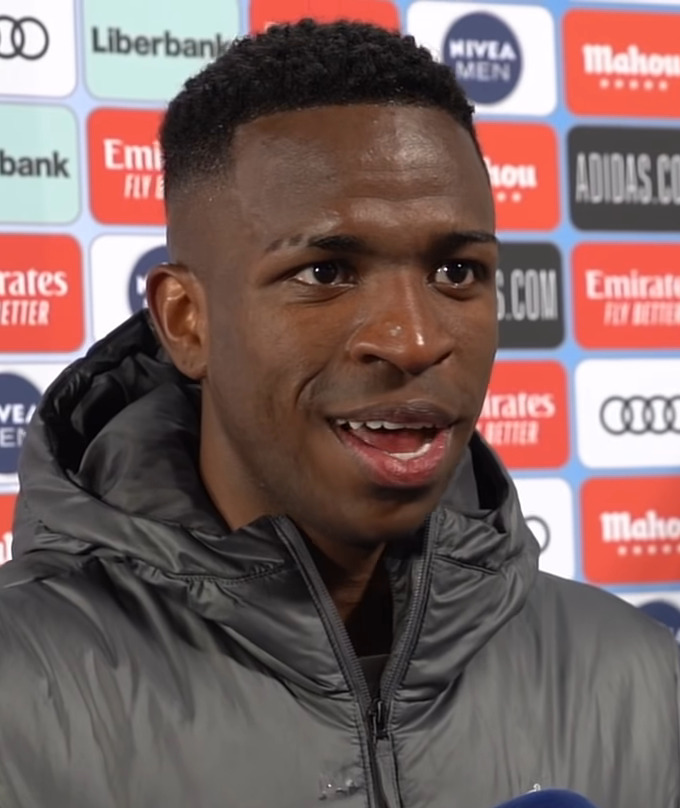
Vinícius Júnior guanya el premi de millor jugador del Mundial.

| Posició | Jugador           | Equip            | Gols |
| ------- | ----------------- | ---------------- | ---- |
| 1       | Pedro             | Flamengo         | 4    |
| 2       | Luciano Vietto    | Al-Hilal         | 3    |
| 2       | Vinícius Júnior   | Reial Madrid     | 3    |
| 2       | Federico Valverde | Reial Madrid     | 3    |
| 5       | Salem Al-Dawsari  | Al-Hilal         | 2    |
| 5       | Gabriel Barbosa   | Flamengo         | 2    |
| 5       | Ahmed Abdel Kader | Al-Ahly          | 2    |
| 8       | Ayoub El Amloud   | Wydad Casablanca | 1    |
| 8       | Rodrygo           | Reial Madrid     | 1    |
| 8       | Sergio Arribas    | Reial Madrid     | 1    |
| 8       | Karim Benzema     | Reial Madrid     | 1    |
| 8       | Mohamed Kanno     | Al-Hilal         | 1    |
| 8       | Moussa Marega     | Al-Hilal         | 1    |
| 8       | Mohamed Magdy     | Al-Ahly          | 1    |
| 8       | Hussein El Shahat | Al-Ahly          | 1    |
| 8       | Mohamed Sherif    | Al-Ahly          | 1    |
| 8       | Percy Tau         | Al-Ahly          | 1    |
| 8       | Ali Maâloul       | Al-Ahly          | 1    |

## Guardons
Al final del torneig es varen lliurar els següents premis.
| adidas Pilota d'Or               | adidas Pilota d'Argent             | adidas Pilota de Bronze     |
| -------------------------------- | ---------------------------------- | --------------------------- |
| Vinícius Júnior · (Reial Madrid) | Federico Valverde · (Reial Madrid) | Luciano Vietto · (Al-Hilal) |
| Premi Fair Play de la FIFA       |                                    |                             |
| Reial Madrid                     |                                    |                             |